# Watermolen Berlengée
De Watermolen Berlengée is een watermolen op de Ophasseltbeek aan de Vrijheid in Ophasselt, deelgemeente van de Belgische gemeente Geraardsbergen. De bovenslagmolen bestond al voor 1571 en onderging gedurende de hele 19e eeuw geen technologische wijzigingen. De laatste molenaar overleed in 1969. Tussen 2013 en 2015 was er een nieuw molenrad geplaatst om groene energie op te wekken.